# Priscilla Faia
Pour les articles homonymes, voir Priscilla et Faia.
Priscilla Faia, née le 23 octobre 1985 à Victoria en Colombie-Britannique, est une actrice et scénariste canadienne. Elle est surtout connue pour ses rôles dans les courts-métrages After the Riots (2009) et Method (2013) et dans la série télévisée Rookie Blue (2010) où elle incarne le personnage de Chloe Price. Son jeu d'actrice dans Rookie Blue a été nommé en 2014 pour le prix Écran canadien de la meilleure performance d'une actrice dans un rôle de soutien vedette dans une émission ou une série dramatique. Elle a également joué dans l'émission télévisée You Me Her dans le rôle d'Isabelle "Izzy" Silva.
En 2013, elle a joué le rôle de "Poppy" dans la comédie télévisée W.O.S., dont elle a également écrit le scénario.

## Biographie
Née à Victoria, en Colombie-Britannique, Priscilla Faia a été signée par un agent de talent à l'âge de 8 ans et a commencé à prendre des cours au Screen Actors Studio à Victoria à l'âge de 9 ans. Après avoir déménagé à Vancouver à l'âge de 22 ans, Faia a trouvé un travail d'actrice dans des publicités et un petit rôle dans la mini-série de Steven Seagal, True Justice. Pendant ce temps, elle étudie auprès de Matthew Harrison à l'Actor's Foundry. Elle a également été serveuse au célèbre Cactus Club Cafe.

### Challenge de Charité Canadien
En mai 2013, l'actrice est allée avec plusieurs autres collègues de Rookie Blue au Machu Picchu, au Pérou, pour soutenir l'UNICEF. Avec ses collègues (Charlotte Sullivan et Peter Mooney), elle a parcouru le Pérou pendant neuf jours en campant et en cuisinant dans les régions pauvres des Andes. Elle a assisté à des programmes éducatifs organisés par l'UNICEF et a découvert leurs efforts pour protéger et sauver les enfants vivant dans les communautés rurales. Elle a fait partie du premier "Charity Challenge" canadien au Machu Picchu.

### Rookie Blue
Le premier grand rôle de Faia à la télévision a été celui de Chloe Price dans la série télévisée Rookie Blue. Elle a fait ses débuts dans le deuxième épisode de la saison 4, lorsqu'elle s'est rapprochée de Dov (joué par Gregory Smith) dans un bar. Elle a ensuite été présentée dans le troisième épisode comme la filleule du personnage de Frank Best (Lyriq Bent).

## Filmographie
comme actrice
- 2009 : After the Riots (court métrage) : Ally Keith
- 2011 : The Meeting (court métrage) : Rachel
- 2012 : True Justice (série télévisée) : Shelby
- 2012 : The Eleventh Victim (téléfilm) : Leola Sheldon
- 2013 : W.O.S. (téléfilm) : Poppy
- 2013 : Psych : Enquêteur malgré lui (série télévisée) : Kimberly
- 2013 : One Night in Seattle : Leanne
- 2013 : Method (court métrage) : l'écrivaine
- 2014 : Seed (série télévisée) : Sandra
- 2014 : Katie Chats (série télévisée) : elle-même
- 2013-2014 : Rookie Blue Webisodes (websérie) : Chloe Price
- 2013-2015 : Rookie Blue (série télévisée) : Chloe Price
- 2015 : My One Christmas Wish (téléfilm) : Kate
- 2016 : Motive (série télévisée) : Lori Schultz
- 2019 : Good Doctor (série télévisée) : Dr Souza
- 2016-2020 : Toi, moi et elle (You Me Her) (série télévisée) : Isabelle « Izzy » Silva

comme scénariste
- 2013 : W.O.S. (téléfilm)